# Sphodrini
Los esfodrinos (Sphodrini) son una tribu de coleópteros adéfagos perteneciente a la familia Carabidae. 

## Géneros
Tiene los siguientes géneros:
- Acalathus
- Amaroschema
- Amphimasoreus
- Anchomenidius
- Atranopsis
- Broter
- Calathidius
- Calathus
- Casaleius
- Cephalosdrophus
- Dolichus
- Doliodactyla
- Eosphodrus
- Eremosphodrus
- Gomerina
- Himalosphodrus
- Hystricosphodrus
- Ifridytes
- Laemostenus
- Licinopsis
- Lindrothius
- Miquihuana
- Morphodaclyla
- Nipponosynuchus
- Parabroscus
- Paraeutrichopus
- Platyderus
- Pristosia
- Pseudomyas
- Pseudoplatyderus
- Pseudotaphoxenus
- Reflexisphodrus
- Sphodropsis
- Sphodrus
- Stenolepta
- Synuchidius
- Synuchus
- Taphoxenus
- Thermoscelis
- Trephionus
- Xestopus